# Grammochesias hippocastanarioides
Grammochesias hippocastanarioides là một loài bướm đêm trong họ Geometridae.